# КПМ-1

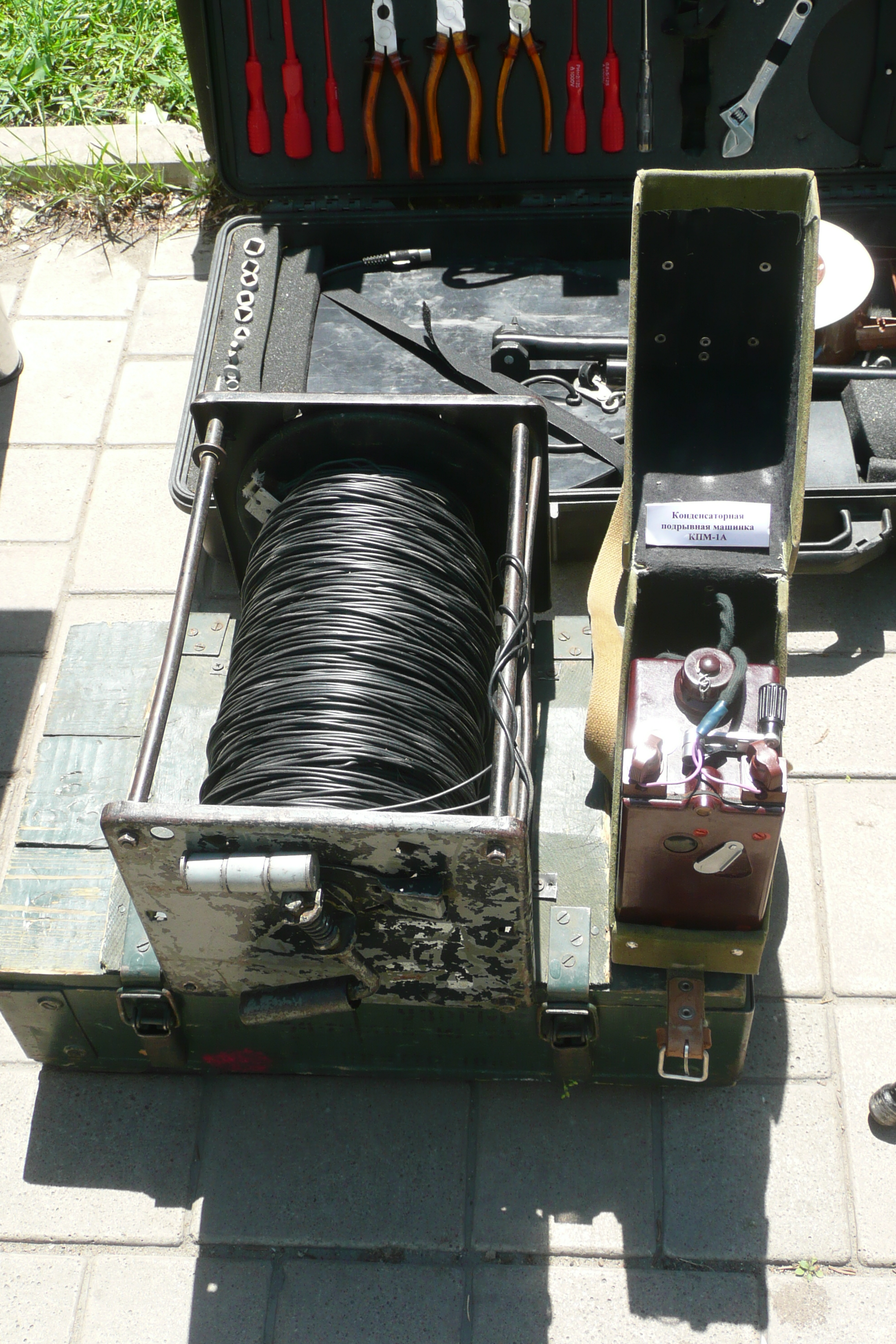
Катушка с полевым кабелем П-274 или П-275, и подрывная машинка КПМ-1А (справа)

КПМ-1 (рус. Конденсаторная Подрывная Машинка) — советская подрывная машинка, работающая от индуктора.

## Комплектация
Включает в себя индуктор (маломощный генератор переменного тока), два селеновых выпрямителя, трансформатор, два конденсатора, неоновую лампочку (индикатор), контакты, сопротивления, металлический каркас, пластмассовый корпус и ручной привод с рукояткой.    

## Порядок использования
Индуктор приводится в действие съёмной рукояткой, напряжение от него подаётся в схему удвоения через трансформатор. Назначением схемы удвоения является повышение напряжение до 1,5 киловольт, она собрана на основе конденсатора и двух выпрямителей. Генерируемая электроэнергия накапливается в рабочем конденсаторе (конденсаторе-накопителе), достижение уровня его полной зарядки отмечается зажжённым неоновым индикатором, который одновременно выполняет функции разрядника, защищающего конденсатор от пробоя.
В электрической схеме КПМ-1 также присутствует разрядное сопротивление, которое отключается при вставленной в машинку рукоятке индуктора. При вынимании рукоятки разрядное сопротивление автоматически сбрасывает напряжение с рабочего конденсатора. Помимо этого в схеме предусмотрен автоматический включатель, который действует при вращении рукояти индуктора замыкая цепь выпрямителей и рабочего конденсатора.
Исправность подрывной машинки возможно проверить или с помощью специального пульта, который прилагается к машинке, или путём взрывания двух параллельно соединённых электродетонаторов ЭДП при наличии добавочного сопротивления.
Если заряженная машинка КПМ-1 не будет использована, то конденсатор-накопитель должен быть разряжен. Разрядку можно провести, вынув из гнезда приводную ручку, которое замыкает рабочий конденсатор на разрядное сопротивление.

## Тактико-технические характеристики
| Название                                                               | Значение   |
| ---------------------------------------------------------------------- | ---------- |
| Габаритные размеры, мм                                                 | 103×87×166 |
| Макс. допустимое число последовательно соединённых детонаторов ЭДП     | 100        |
| Макс. допустимое число параллельно соединённых детонаторов ЭДП         | 5          |
| Макс. допустимое число последовательно соединённых детонаторов ЭД-8-56 | 100        |
| Макс. допустимое число параллельно соединённых детонаторов ЭД-8-56     | 4          |
| Ёмкость конденсаторов, мкФ                                             | 2          |
| Рабочее напряжение, В                                                  | 1500       |